# Danmarks Davis Cup-lag
Danmarks Davis Cup-lag kontrolleras av danska tennisförbundet och representerar Danmark i tennisturneringen Davis Cup, tidigare International Lawn Tennis Challenge. Danmark debuterade i sammanhanget 1921, och spelade i elitdivisionen 1988-1989 samt 1993-1996.